# Josef Wachtel von Elbenbruck
Josef Wachtel von Elbenbruck (německy Joseph Wachtel Edler von Elbenbruck) (27. června 1842 Praha – 11. ledna 1924 Pula) byl rakousko-uherský admirál. Jako absolvent námořní akademie sloužil u c. k. námořnictva od roku 1859 a v mládí se zúčastnil několika válek. Později vynikl jako navigační důstojník a odborník v oboru dělostřelectva. Absolvoval cestu kolem světa a koncem 19. století několikrát doprovázel císařovnu Alžbětu na jejích cestách po Středomoří a Jadranu. Kromě toho zastával funkce v námořní sekci na ministerstvu války a nakonec byl v letech 1898–1900 předsedou Námořního kontrolního úřadu. V roce 1900 byl penzionován v hodnosti viceadmirála.

## Biografie
Narodil se v Praze jako syn císařského rady a zemského stavebního ředitele v Čechách Josefa Wachtela (1800–1877). První vzdělání získal v rodné Praze, poté prošel vojenskou průpravou na kadetní škole v Krakově a v letech 1855–1859 studoval na C. k. námořní akademii v Rijece. K námořnictvu vstoupil jako kadet v roce 1859 a téhož roku se zúčastnil války se Sardinií. V letech 1859–1860 si doplnil vzdělání v oboru astronomie na pražské technice a poté sloužil na různých lodích. Mimo jiné působil u námořních velitelství v Pule a v Benátkách. Zúčastnil se dánsko-německé války (1864) a války s Itálií (1866) a v roce 1866 získal hodnost praporčíka. Absolvoval kurz pro důstojníky dělostřelectva a postupoval v hodnostech (poručík II. třídy 1871, poručík I. třídy 1874). V letech 1875–1877 byl velitelem roty námořnického sboru na pevnině v Pule. Zajímal se o technické novinky v dělostřelectvu a podílel se na jejich zavádění v námořnictvu.
V roce 1884 byl povýšen na korvetního kapitána a jako velitel jachty Greif doprovázel na cestách korunního prince Rudolfa a jeho manželku Štěpánku, jako doprovod byl přidělen také k vrchnímu veliteli c. k. armády arcivévodovi Albrechtovi na jeho inspekčních cestách. V roce 1886 byl přeložen k námořnímu sborovému velitelství v Pule a na lodi SMS Prinz Eugen byl v roce 1887 šéfem štábu eskadry. V roce 1888 jako šéf štábu divize absolvoval cestu k břehům Španělska a téhož roku získal hodnost fregatního kapitána. V letech 1888–1890 byl přednostou 4. oddělení strojního a lodního inženýrství v námořní sekci na ministerstvu války. Další dva roky byl velitelem výcvikové lodi SMS Saida (1890–1892). S touto lodí absolvoval cestu kolem světa, která vedla přes Suezský průplav podél břehů východní Afriky a poté do Austrálie a na Nový Zéland. Přes Tichý oceán pokračovala cesta k břehům Chile a Argentina a plavbou Atlantik skončila v Evropě.
K datu 1. května 1892 byl povýšen na kapitána řadové lodi a na jachtách Miramar a Greif doprovázel císařovnu Alžbětu na cestách po Středomoří. Mezitím byl přidělen k velitelství pevnosti v Pule a v letech 1896–1898 byl přednostou II. oddělení námořní sekce na ministerstvu války. Dne 1. května 1898 získal hodnost kontradmirála. Závěr své kariéry strávil ve funkci ředitele Námořního kontrolního úřadu (Marine-Kontrollamt, 1898–1900). Ke dni 31. prosince 1900 byl penzionován v hodnosti viceadmirála.
Na penzi žil původně ve Vídni, po první světové válce přesídlil do Puly, kde také zemřel a je pohřben na námořním hřbitově.
V roce 1876 se oženil s Elisabeth Zajickovou, měli spolu syna Josefa.

## Tituly a ocenění
Od roku 1862 užíval šlechtický titul, který získal jeho otec. Překlad predikátu Edler von Elbenbruck odkazuje na otcovy zásluhy při stavbě mostů přes Labe. Během služby u námořnictva se stal nositelem několika vyznamenání v Rakousku-Uhersku i v zahraničí.

### Rakousko-Uhersko
- Válečná pamětní medaile (1864)
- Válečná medaile (1873)
- Vojenský záslužný kříž (1875)
- Služební odznak pro důstojníky III. třídy (1881)
- Řád železné koruny III. třídy (1894)
- Jubilejní pamětní medaile (1898)
- Služební odznak pro důstojníky II. třídy (1899)
- Vojenský jubilejní kříž (1908)

### Zahraničí
- Řád slávy IV. třídy (1875, Tunisko)
- Námořní záslužný kříž II. třídy (1888, Španělsko)
- komandérský kříž Řádu sv. Mořice a sv. Lazara (1894, Itálie)
- komandérský kříž Řádu avizských rytířů (1894, Portugalsko)
- komtur Řádu sv. Michaela (1895, Bavorsko)